# Luc Lecompte
Luc Lecompte est né à Valleyfield en 1951. Il est auteur de romans et de recueils de poésie,.

## Biographie
Luc Lecompte est l'auteur de trois romans et de huit recueils de poésie. « Certains de ses poèmes figurent également dans des anthologies, des ouvrages collectifs [et] des revues. » Certains de ses textes ont même été traduits.
En 1975, il publie son premier livre, un recueil de poésie visuelle intitulé Point bleu qui parait aux Éditions Cul Q. Il sera suivi de plusieurs autres livres dans les années 80 et 90 comme Ces étirements du regard (1986), La tenture nuptiale (1989) et plusieurs autres.
En 1997, il a été finaliste du prix Alain-Grandbois de l'Académie des lettres du Québec pour son recueil de poésie intitulé Inventaire. En 1998, il est finaliste du Grand Prix du Festival International de Poésie de Trois-Rivières pour Chronique du temps animal. En 2002, il est finaliste du Prix de poésie des Terrasses Saint-Sulpice pour Le dernier doute des bêtes.
Dans un article paru dans Nuit blanche, Guy Cloutier écrit à propos de l'écriture de Lecompte : « La poésie de Lecompte cherche à dire et à nommer le lien ténu qui lie l'intériorité des êtres au spectacle du monde. Cela donne une poésie aux tonalités lyriques, mais d'un lyrisme [...] parfois énigmatique. » Jocelyne Felx écrit dans Lettres québécoises : « Luc Lecompte tisse ses mots. Ce poète a toujours su créer dans ses proses un climat singulier au bord de la névrose. L'impression de mystère y est d'autant plus forte que des objets familiers occupent un espace littéraire insolite soutenant de façon non équivoque un repliement quasi maladif. »
Il a aussi participé à plusieurs événements culturels et artistiques : lectures publiques, festivals de poésie, émissions radiophoniques, événements artistiques, spectacles multimédias de littérature, etc. D'ailleurs, en 2003, avec l'aide de Productions Rhizome, il organise le cinquième spectacle de la série des Formes, spectacle multimédia de poésie dans lequel il adapte son roman Rouge malsain. Cette adaptation sera ponctuée par les commentaires poétiques d'André Roy.
Il est membre de l'Union des écrivaines et des écrivains québécois.

## Œuvre

### Poésie
- Point bleu, Montréal, Éditions Cul Q, 1975, n.p.
- Ces étirements du regard, Montréal, l'Hexagone, 1986, 67 p.  (ISBN 9782890062382)
- Les Géographies de l'illusionniste, Montréal, l'Hexagone, 1988, 77 p.  (ISBN 9782890062771)
- La tenture nuptiale, Montréal, l'Hexagone, 1989, 105 p.  (ISBN 9782890063587)
- Inventaire, Montréal, Éditions du Noroît, 1996, 96 p.  (ISBN 9782890183490)
- Chronique du temps animal, Montréal, Éditions du Noroît, 1998, 90 p.  (ISBN 9782890184084)
- Le dernier doute des bêtes, Montréal, Éditions du Noroît, 2002, 96 p.  (ISBN 9782890184992)
- Dans l'ombre saccagée du désir, Montréal, Éditions du Noroît, 2006, 96 p.  (ISBN 9782890185906)

### Roman
- Le Dentier d'Énée, Montréal, l'Hexagone, 1988, 215 p.  (ISBN 9782890063068)
- Rouge malsain, Montréal, Les Herbes rouges, 2000, 187 p.  (ISBN 9782894191675)
- L'ombre du chien, Montréal, Les Herbes rouges, 2004, 181 p.  (ISBN 9782894192238)

## Prix et honneurs
- 1997 : Finaliste du prix Alain-Grandbois de l'Académie des lettres du Québec (pour Inventaire)
- 1998 : Finaliste du Grand Prix du Festival International de Poésie de Trois-Rivières (pour Chronique du temps animal)
- 2002 : Prix de poésie des Terrasses Saint-Sulpice (pour Le dernier doute des bêtes)